# ドングリー藤江
ドングリー藤江（ドングリーふじえ、1985年8月24日 - ）は、日本のレフェリー、プロレスラー。本名は藤江 優（ふじえ ゆう）。

## 経歴

### プロレスラー
高校3年生の6月、大阪プロレス開催のプロレス教室に参加。講師はビリーケン・キッド。その後、大阪プロレスの入門テストを受験する。ロンダートからのバク宙を披露して合格し、練習生となるが一日で退団。
大阪学院大学の学生プロレス団体OWFにて学生プロレスを初め、プロレスリング紫焔旗揚げに至る。

### レフェリー
2008年に泉州力の主催「RIKI OFFICE」でレフェリーデビュー。
関西を中心にDRAGONGATEのレフェリーも務める。大阪プロレスのレフリーも務める。
VKFプロレスにレフェリーとして定期参戦（2022年をもって興行終了）。
2021年、GLEAT:G PROWESTLING大阪大会に参加。

## 得意技
- ムーンサルトプレス

## タイトル歴
- 紫焔シングル王座（第2代）
- 紫焔タッグ王座（初代、第6代、第11代、第15代）（パートナーはラスカル藤原×3→政岡純）
- 紫焔6人タッグ王座（第3代）（パートナーはラスカル藤原、後藤哲也）
- "I LOVE 紫焔"王座（第3代、第5代）
- One Chanceトーナメント優勝（2019年）